# Trametopsis
Trametopsis Tomšovský – rodzaj grzybów z rodziny Irpicaceae.

## Systematyka i nazewnictwo
Pozycja w klasyfikacji według Index Fungorum: Irpicaceae, Polyporales, Incertae sedis, Agaricomycetes, Agaricomycotina, Basidiomycota, Fungi.
Takson utworzył Michal Tomšovský w 2008 r. Synonim: Davidia M. Pieri & B. Rivoire 2008.
Gatunki:
- Trametopsis abieticola B.K. Cui & Shun Liu 2022
- Trametopsis aborigena Gómez-Mont. & Robledo 2017
- Trametopsis brasiliensis (Ryvarden & de Meijer) Gómez-Mont. & Robledo 2017
- Trametopsis cervina (Schwein.) Tomšovský 2008 – wrośniak płowy
- Trametopsis luteocontexta (Ryvarden & de Meijer) Gómez-Mont., Robledo & Drechsler-Santos 2017
- Trametopsis tasmanica B.K. Cui & Shun Liu 2022

Nazwy naukowe na podstawie Index Fungorum. Nazwa polska według Władysława Wojewody (podał ją dla synonimu Trametes cervina).
W Polsce występuje wrośniak płowy.